# Invasion (film 1915)
Invasion è un cortometraggio muto del 1915. Il nome del regista non viene riportato nei credit del film.

## Produzione
Il film fu prodotto dalla Hepworth.

## Distribuzione
Distribuito dalla Hepworth, il cortometraggio uscì nelle sale cinematografiche britanniche nel 1915. Viene considerato un film perduto né si conoscono altri dati del film che, probabilmente, è andato perso insieme a tutti quelli che, nel 1924, il produttore Cecil M. Hepworth, rovinato finanziariamente, distrusse cercando di recuperarne l'argento dal nitrato delle pellicole.